# Sphaerocarpaceae
Sphaerocarpaceae es una familia de las hepáticas conocidas como las hepáticas botella. Aproximadamente diez especies se incluyen en esta familia, la mayoría de ellas en el género Sphaerocarpos, pero una de las especies adicionales en el género Geothallus.

## Distribución
La mayoría de las especies de la familia se produce a lo largo del borde occidental de las Américas, desde Washington hasta el centro de Chile. Sin embargo, la especie tipo para Sphaerocarpos ,S. michelii, es originaria de Europa. Las especies de malezas Sphaerocarpos texanus se distribuye ampliamente en los campos y jardines de América del Norte, Europa occidental y África mediterránea. Puede haber sido introducido con tierra traída con cultivos o plantas de jardín importados de las Américas. 

## Classification
El grupo fue reconocido como una tribu por Dumortier en 1874 y elevado al rango de la familia en 1891 por Heeg, bajo el nombre de "Sphaerocarpeae". Dos géneros se reconocen, con una sola especie en Geothallus y las especies restantes asignados a Sphaerocarpos

### Especies
- Geothallus tuberosus
- Sphaerocarpos cristatus
- Sphaerocarpos donnellii
- Sphaerocarpos drewei
- Sphaerocarpos hians
- Sphaerocarpos michelii
- Sphaerocarpos stipitatus
- Sphaerocarpos texanus